# Sobre los ángeles
Sobre los ángeles es el título de un libro de poemas de Rafael Alberti, escrito durante los años 1927 y 1928, y publicado por primera vez en 1929. El propio Alberti ha confesado que escribió el libro durante una época de crisis espiritual, lo que se refleja en el tono general del libro. Desde el punto de vista de la forma, el libro rompe también con las obras anteriores de Alberti (Marinero en Tierra o El alba del alhelí, de corte popularista, o Cal y canto, gongorista) al aproximarse a las técnicas poéticas del surrealismo, con la acumulación de imágenes oníricas, y la ruptura con la métrica tradicional para adentrarse en el verso libre. 